# 聖伊爾德豐索普韋布洛 (新墨西哥州)
聖伊爾德豐索普韋布洛（英語：San Ildefonso Pueblo）是位於美國新墨西哥州聖菲縣的普查規定居民點。

## 人口
根據2020年美國人口普查的數據，聖伊爾德豐索普韋布洛的面積為11.94平方千米，當中陸地面積為11.44平方千米，而水域面積為0.50平方千米。當地共有人口624人，而人口密度為每平方千米52.26人。